# Nøvling Kirke (Aalborg Kommune)
 For alternative betydninger, se Nøvling Kirke. (Se også artikler, som begynder med Nøvling Kirke)
Nøvling Kirke ligger i landsbyen Nøvling. Skib og Kor er fra romansk tid af granitkvadre på sokkel med skråkant.
Den oprindelige norddør er nu indgang; I den senere middelalder fik kirken hvælvinger (4 i skib, 1 i kor), og tårnet og det hvælvede sakristi blev bygget.

## Eksterne kilder og henvisninger
- Om kirken på Trap Danmark